# Svay Antor
Svay Antor (tiếng Khmer: ស្រុកព្រៃវែង) là một huyện (srok) thuộc tỉnh tỉnh Prey Veng, đông nam Campuchia. Huyện này được tách ra huyện Prey Veng cũ sau khi phần trung tâm huyện cũ trở thành Thành phố Prey Veng.